# Ґродно (Влоцлавський повіт)
Ґродно (пол. Grodno, нім. Grottstetten) — село в Польщі, у гміні Барухово Влоцлавського повіту Куявсько-Поморського воєводства.
Населення — 175 осіб (2011).
У 1975-1998 роках село належало до Влоцлавського воєводства.

## Демографія
Демографічна структура станом на 31 березня 2011 року:
|          | Загалом | Допрацездатний вік | Працездатний вік | Постпрацездатний вік |
| -------- | ------- | ------------------ | ---------------- | -------------------- |
| Чоловіки | 93      | 14                 | 64               | 15                   |
| Жінки    | 82      | 6                  | 43               | 33                   |
| Разом    | 175     | 20                 | 107              | 48                   |